# 勝呂裕司
勝呂裕司（かつろゆうじ、1949年10月7日 - ）は、日本・北海道虻田郡倶知安町出身の元ノルディック複合選手。1960年代後半から1970年代前半に日本のエースとして活躍した。

## プロフィール
倶知安町立倶知安中学校-北照高等学校-日本大学-日本軽金属-東京美装
北照高校時代に全日本スキー選手権ノルディック複合で高校生ながら2連覇を達成、インターハイ（全国高等学校スキー大会）では複合で3連覇、純ジャンプで2連覇を達成した。	
1970年ノルディックスキー世界選手権では日本勢最高位の8位、1971年2月の札幌国際冬季スポーツ大会（プレオリンピック）で2位になるなど期待されて迎えた地元開催の1972年札幌オリンピックでは5位となった。これはオリンピックのノルディックスキー競技で日本人初の入賞である。	
1976年インスブルックオリンピックでは21位だった。	
2008年6月に田中翔大支援のためプライススキークラブを設立、監督に就任した。	

## 日本国内での主な競技成績
- 1967	第16回全国高等学校スキー大会ノルディック複合
- 1968	第46回全日本スキー選手権ノルディック複合
- 1968	第17回全国高等学校スキー大会純ジャンプ
- 1968	第17回全国高等学校スキー大会ノルディック複合
- 1968	第23回国体純ジャンプ少年組
- 1969	第47回全日本スキー選手権ノルディック複合
- 1969	第18回全国高等学校スキー大会純ジャンプ
- 1969	第18回全国高等学校スキー大会ノルディック複合
- 1971	第49回全日本スキー選手権ノルディック複合
- 1975	第53回全日本スキー選手権ノルディック複合